# Professional U21 Development League 2013–14
Professional U21 Development League 2013–14 (League 1 với tên gọi Barclays Under 21 Premier League vì lý do tài trợ) là mùa giải thứ hai tại Giải Professional Development League.
Có 42 đội bóng tham dự Professional U21 Development League mùa giải 2013–14, trong đó 22 đội ở League 1 và 20 đội ở League 2.
Đội vô địch League 1 sau khi vượt qua vòng đấu loại trực tiếp sẽ là nhà vô địch của giải đấu này.

## League 1

### Vòng bảng
Các đội thi đấu hai trận trên sân khách và sân nhà, 4 đội đứng đầu sẽ bước vào tranh tài vòng đấu loại trực tiếp. Đội giành chiến thắng cuối cùng là nhà vô địch.
Bắt đầu mùa giải 2014-15, League 1 sẽ có hai hạng đấu. Vào ngày 14 tháng 5, Chelsea đánh bại Manchester United trong trận chung kết để lên ngôi tại giải U21 Premier League. The top 8 teams in the final standings of the league stage qualified for the inaugural 2014-15 edition of the Premier League International Cup.

#### National Division

##### Bảng xếp hạng
| XH | Đội                                              | Tr | T  | H | T  | BT | BB | HS  | Đ  | Lên hay xuống hạng                                   |
| -- | ------------------------------------------------ | -- | -- | - | -- | -- | -- | --- | -- | ---------------------------------------------------- |
| 1  | Bản mẫu:Fb team Chelsea U21s (Q)                 | 21 | 13 | 5 | 3  | 49 | 26 | +23 | 44 | Đủ điều kiện tham dựVòng bảng                        |
| 2  | Bản mẫu:Fb team Liverpool U21s (Q)               | 21 | 13 | 3 | 5  | 55 | 30 | +25 | 42 | Đủ điều kiện tham dựVòng bảng                        |
| 3  | {{fb team U21 Manchester United \|oc=}} (Q)      | 21 | 11 | 6 | 4  | 34 | 18 | +16 | 39 | Đủ điều kiện tham dựVòng bảng                        |
| 4  | Bản mẫu:Fb team Manchester City EDS (Q)          | 21 | 11 | 5 | 5  | 50 | 28 | +22 | 38 | Đủ điều kiện tham dựVòng bảng                        |
| 5  | Bản mẫu:Fb team Fulham U21s                      | 21 | 11 | 5 | 5  | 38 | 30 | +8  | 38 |                                                      |
| 6  | Bản mẫu:Fb team Leicester City U21s              | 21 | 11 | 4 | 6  | 37 | 30 | +7  | 37 |                                                      |
| 7  | Bản mẫu:Fb team Southampton U21s                 | 21 | 11 | 3 | 7  | 35 | 30 | +5  | 36 |                                                      |
| 8  | Bản mẫu:Fb team Sunderland U21s                  | 21 | 10 | 5 | 6  | 34 | 28 | +6  | 35 |                                                      |
| 9  | Bản mẫu:Fb team West Ham United U21s             | 21 | 10 | 3 | 8  | 32 | 31 | +1  | 33 |                                                      |
| 10 | Bản mẫu:Fb team Norwich City U21s                | 21 | 9  | 4 | 8  | 34 | 29 | +5  | 31 |                                                      |
| 11 | Bản mẫu:Fb team Everton U21s                     | 21 | 8  | 6 | 7  | 28 | 29 | −1  | 30 |                                                      |
| 12 | Bản mẫu:Fb team Tottenham Hotspur U21s           | 21 | 8  | 4 | 9  | 40 | 43 | −3  | 28 |                                                      |
| 13 | Bản mẫu:Fb team Bolton Wanderers U21s (R)        | 21 | 8  | 3 | 10 | 40 | 47 | −7  | 27 | Xuống chơi tại U21 Premier League 2014–15 Division 2 |
| 14 | Bản mẫu:Fb team Arsenal U21s (R)                 | 21 | 7  | 5 | 9  | 34 | 39 | −5  | 26 | Xuống chơi tại U21 Premier League 2014–15 Division 2 |
| 15 | Bản mẫu:Fb team Aston Villa U21s (R)             | 21 | 8  | 2 | 11 | 35 | 43 | −8  | 26 | Xuống chơi tại U21 Premier League 2014–15 Division 2 |
| 16 | Bản mẫu:Fb team West Bromwich Albion U21s (R)    | 21 | 8  | 1 | 12 | 33 | 39 | −6  | 25 | Xuống chơi tại U21 Premier League 2014–15 Division 2 |
| 17 | Bản mẫu:Fb team Reading U21s (R)                 | 21 | 7  | 3 | 11 | 34 | 40 | −6  | 24 | Xuống chơi tại U21 Premier League 2014–15 Division 2 |
| 18 | Bản mẫu:Fb team Stoke City U21s (R)              | 21 | 6  | 4 | 11 | 26 | 33 | −7  | 22 | Xuống chơi tại U21 Premier League 2014–15 Division 2 |
| 19 | Bản mẫu:Fb team Wolverhampton Wanderers U21s (R) | 21 | 6  | 2 | 13 | 24 | 37 | −13 | 20 | Xuống chơi tại U21 Premier League 2014–15 Division 2 |
| 20 | Bản mẫu:Fb team Middlesbrough U21s (R)           | 21 | 6  | 2 | 13 | 26 | 40 | −14 | 20 | Xuống chơi tại U21 Premier League 2014–15 Division 2 |
| 21 | Bản mẫu:Fb team Newcastle United U21s (R)        | 21 | 4  | 5 | 12 | 35 | 54 | −19 | 17 | Xuống chơi tại U21 Premier League 2014–15 Division 2 |
| 22 | Bản mẫu:Fb team Blackburn Rovers U21s (R)        | 21 | 3  | 5 | 13 | 18 | 47 | −29 | 14 | Xuống chơi tại U21 Premier League 2014–15 Division 2 |

##### Các kết quả
| S.nhà ╲ S.khách                              | Bản mẫu:Fb team Arsenal U21s | Bản mẫu:Fb team Aston Villa U21s | Bản mẫu:Fb team Blackburn Rovers U21s | Bản mẫu:Fb team Bolton Wanderers U21s | Bản mẫu:Fb team Chelsea U21s | Bản mẫu:Fb team Everton U21s | Bản mẫu:Fb team Fulham U21s | Bản mẫu:Fb team Leicester City U21s | Bản mẫu:Fb team Liverpool U21s | Bản mẫu:Fb team Manchester City EDS | U21 Manchester United | Bản mẫu:Fb team Middlesbrough U21s | Bản mẫu:Fb team Newcastle United U21s | Bản mẫu:Fb team Norwich City U21s | Bản mẫu:Fb team Reading U21s | Bản mẫu:Fb team Southampton U21s | Bản mẫu:Fb team Stoke City U21s | Bản mẫu:Fb team Sunderland U21s | Bản mẫu:Fb team Tottenham Hotspur U21s | Bản mẫu:Fb team West Bromwich Albion U21s | Bản mẫu:Fb team West Ham United U21s | Bản mẫu:Fb team Wolverhampton Wanderers U21s |
| Bản mẫu:Fb team Arsenal U21s                 |                              | 4–2                              |                                       |                                       | 1–2                          |                              |                             | 0–4                                 | 2–4                            | 4–3                                 | 1–1                   |                                    |                                       |                                   |                              | 0–0                              |                                 | 1–5                             |                                        | 1–0                                       | 5–3                                  | 2–1                                          |
| Bản mẫu:Fb team Aston Villa U21s             |                              |                                  | 4–2                                   |                                       | 2–4                          |                              | 3–5                         | 3–4                                 |                                |                                     |                       |                                    | 6–2                                   | 1–0                               | 0–2                          |                                  |                                 | 1–1                             | 1–1                                    | 2–1                                       |                                      |                                              |
| Bản mẫu:Fb team Blackburn Rovers U21s        | 0–3                          |                                  |                                       |                                       |                              | 1–2                          |                             |                                     |                                | 0–6                                 | 0–2                   | 0–2                                | 2–1                                   | 0–5                               | 2–1                          |                                  | 1–1                             |                                 | 2–2                                    |                                           |                                      | 3–3                                          |
| Bản mẫu:Fb team Bolton Wanderers U21s        | 2–1                          | 3–2                              | 3–0                                   |                                       | 0–5                          | 2–3                          | 1–3                         |                                     |                                |                                     |                       | 1–1                                |                                       |                                   |                              | 0–2                              |                                 |                                 |                                        | 2–2                                       | 2–0                                  | 2–3                                          |
| Bản mẫu:Fb team Chelsea U21s                 |                              |                                  | 1–0                                   |                                       |                              |                              |                             | 5–1                                 | 0–1                            | 2–1                                 |                       | 1–0                                |                                       | 2–0                               | 2–2                          |                                  |                                 |                                 | 2–4                                    | 4–2                                       | 3–3                                  |                                              |
| Bản mẫu:Fb team Everton U21s                 | 2–1                          | 0–1                              |                                       |                                       | 3–2                          |                              |                             |                                     | 1–1                            |                                     | 0–0                   | 0–1                                |                                       |                                   | 3–1                          | 3–1                              | 2–0                             | 2–2                             |                                        |                                           | 1–2                                  |                                              |
| Bản mẫu:Fb team Fulham U21s                  | 0–1                          |                                  | 3–0                                   |                                       | 1–2                          | 2–1                          |                             | 1–3                                 | 2–1                            |                                     |                       | 1–0                                | 2–2                                   |                                   |                              |                                  |                                 |                                 | 5–3                                    |                                           | 1–0                                  | 4–4                                          |
| Bản mẫu:Fb team Leicester City U21s          |                              |                                  | 1–0                                   | 0–4                                   |                              | 1–1                          |                             |                                     | 1–1                            | 3–2                                 | 0–1                   |                                    |                                       |                                   | 4–1                          | 0–1                              | 2–1                             | 2–3                             |                                        |                                           |                                      |                                              |
| Bản mẫu:Fb team Liverpool U21s               |                              | 2–0                              | 1–1                                   | 2–3                                   |                              |                              |                             |                                     |                                |                                     |                       |                                    | 5–2                                   | 4–1                               | 1–2                          | 3–4                              |                                 | 5–2                             | 5–0                                    |                                           |                                      | 4–0                                          |
| Bản mẫu:Fb team Manchester City EDS          |                              | 3–0                              |                                       | 4–0                                   |                              | 3–0                          | 1–2                         |                                     | 0–2                            |                                     |                       | 4–1                                |                                       |                                   |                              | 1–2                              | 1–0                             | 6–2                             |                                        |                                           |                                      | 3–1                                          |
| {{fb team U21 Manchester United}}            |                              | 3–0                              |                                       | 4–1                                   | 0–0                          |                              | 2–2                         |                                     | 2–4                            | 1–2                                 |                       | 0–0                                |                                       | 2–2                               |                              |                                  | 0–1                             | 1–0                             |                                        |                                           | 2–1                                  |                                              |
| Bản mẫu:Fb team Middlesbrough U21s           | 3–1                          | 0–2                              |                                       |                                       |                              |                              |                             | 1–3                                 | 3–4                            |                                     |                       |                                    | 4–3                                   |                                   | 0–3                          | 3–1                              | 1–2                             |                                 | 0–1                                    |                                           |                                      | 0–2                                          |
| Bản mẫu:Fb team Newcastle United U21s        | 1–3                          |                                  |                                       | 1–1                                   | 1–1                          | 1–1                          |                             | 0–2                                 |                                | 0–0                                 | 1–0                   |                                    |                                       | 4–1                               |                              |                                  | 2–4                             |                                 |                                        |                                           | 4–5                                  | 3–1                                          |
| Bản mẫu:Fb team Norwich City U21s            | 2–2                          |                                  |                                       | 5–1                                   |                              | 2–1                          | 0–1                         | 1–0                                 |                                | 0–3                                 |                       | 3–1                                |                                       |                                   |                              |                                  | 4–1                             | 3–0                             |                                        | 0–1                                       |                                      |                                              |
| Bản mẫu:Fb team Reading U21s                 | 2–1                          |                                  |                                       | 4–1                                   |                              |                              | 1–2                         |                                     |                                | 1–2                                 | 2–3                   |                                    | 4–2                                   | 1–1                               |                              | 3–2                              |                                 | 1–1                             | 2–4                                    | 3–4                                       | 0–2                                  |                                              |
| Bản mẫu:Fb team Southampton U21s             |                              | 3–1                              | 2–2                                   |                                       | 1–4                          |                              | 3–0                         |                                     |                                |                                     | 1–2                   |                                    | 3–2                                   | 1–1                               |                              |                                  |                                 | 0–3                             | 1–0                                    |                                           |                                      | 3–0                                          |
| Bản mẫu:Fb team Stoke City U21s              | 2–2                          | 1–3                              |                                       | 2–6                                   | 0–3                          |                              | 0–0                         |                                     | 0–1                            |                                     |                       |                                    |                                       |                                   | 2–0                          | 0–1                              |                                 |                                 | 2–0                                    | 5–1                                       | 0–1                                  |                                              |
| Bản mẫu:Fb team Sunderland U21s              |                              |                                  | 3–1                                   | 1–0                                   | 2–2                          |                              | 1–0                         |                                     |                                |                                     |                       | 3–2                                | 2–0                                   |                                   |                              |                                  | 1–1                             |                                 | 3–0                                    | 1–2                                       | 1–2                                  |                                              |
| Bản mẫu:Fb team Tottenham Hotspur U21s       | 2–0                          |                                  |                                       | 2–5                                   |                              | 0–0                          |                             | 1–1                                 |                                | 6–3                                 | 0–1                   |                                    | 4–1                                   | 1–2                               | 4–2                          |                                  |                                 |                                 |                                        | 5–2                                       |                                      |                                              |
| Bản mẫu:Fb team West Bromwich Albion U21s    |                              |                                  | 1–0                                   |                                       |                              | 5–0                          | 2–1                         | 1–2                                 | 4–2                            | 0–2                                 | 0–4                   | 0–1                                | 3–4                                   |                                   |                              | 1–3                              |                                 |                                 |                                        |                                           |                                      | 0–1                                          |
| Bản mẫu:Fb team West Ham United U21s         |                              | 3–0                              | 0–1                                   |                                       |                              |                              |                             | 2–2                                 | 0–2                            | 1–1                                 |                       | 2–1                                |                                       | 2–0                               |                              | 1–0                              |                                 |                                 | 2–3                                    | 0–3                                       |                                      |                                              |
| Bản mẫu:Fb team Wolverhampton Wanderers U21s |                              | 0–2                              |                                       |                                       | 1–2                          | 0–2                          |                             | 0–1                                 |                                |                                     | 0–3                   |                                    |                                       | 0–1                               | 4–0                          |                                  | 2–1                             | 0–2                             | 3–1                                    |                                           | 0–2                                  |                                              |

Cập nhật lần cuối: ngày 27 tháng 4 năm 2014.
Nguồn: Soccerway PDL results
1 ^ Đội chủ nhà được liệt kê ở cột bên tay trái.
Màu sắc: Xanh = Chủ nhà thắng; Vàng = Hòa; Đỏ = Đội khách thắng.
a nghĩa là có bài viết về trận đấu đó.

### Vòng đấu loại trực tiếp

#### Vòng bán kết
| Chelsea U21                                                 | 1 – 1 (s.h.p.) | Manchester City EDS                                |
| ----------------------------------------------------------- | -------------- | -------------------------------------------------- |
| Feruz 14'                                                   | Report         | Ntcham 77'                                         |
| Loạt sút luân lưu                                           |                |                                                    |
| Brown · Christensen · Baker · Swift · Palmer · Loftus-Cheek | 5 – 4          | Tasende · Glendon · Fofana · Facey · Cole · Ntcham |

| Liverpool U21 | 0 – 1  | Manchester United U21 |
| ------------- | ------ | --------------------- |
|               | Report | Pereira 44'           |

#### Trận chung kết
| Chelsea U21             | 2 – 1  | Manchester United U21 |
| ----------------------- | ------ | --------------------- |
| Musonda 22' · Baker 79' | Report | Lawrence 12'          |

## League 2

### Vòng bảng
Mỗi đội thi đấu hai trận trong hạng đấu của họ, hai đội đứng đầu mỗi hạng bước vào tranh tài vòng loại trực tiếp. Đội vô địch là đội thắng trong trận chung kết.

#### North Division

##### Bảng xếp hạng
| Vị trí | Câu lạc bộ                               | Trận | Thắng | Hòa | Thua | Bàn thắng | Bàn thua | Hiệu số | Số điểm | Thông tin                         |
| ------ | ---------------------------------------- | ---- | ----- | --- | ---- | --------- | -------- | ------- | ------- | --------------------------------- |
| 1      | Bản mẫu:Fb team Huddersfield Town U21s   | 18   | 13    | 3   | 2    | 41        | 21       | +20     | 42      | Bản mẫu:Fb round2 2013–14 PDL2 KS |
| 2      | Bản mẫu:Fb team Crewe Alexandra U21s     | 18   | 8     | 8   | 2    | 40        | 22       | +18     | 32      | Bản mẫu:Fb round2 2013–14 PDL2 KS |
| 3      | Bản mẫu:Fb team Sheffield United U21s    | 18   | 9     | 5   | 4    | 30        | 23       | +7      | 32      |                                   |
| 4      | Bản mẫu:Fb team Birmingham City U21s     | 18   | 7     | 5   | 6    | 24        | 23       | +1      | 26      |                                   |
| 5      | Bản mẫu:Fb team Derby County U21s        | 18   | 7     | 4   | 7    | 26        | 24       | +2      | 25      |                                   |
| 6      | Bản mẫu:Fb team Leeds United U21s        | 18   | 5     | 8   | 5    | 25        | 29       | −4      | 23      |                                   |
| 7      | Bản mẫu:Fb team Barnsley U21s            | 18   | 5     | 5   | 8    | 29        | 33       | −4      | 20      |                                   |
| 8      | Bản mẫu:Fb team Nottingham Forest U21s   | 18   | 5     | 5   | 8    | 24        | 29       | −5      | 20      |                                   |
| 9      | Bản mẫu:Fb team Sheffield Wednesday U21s | 18   | 3     | 6   | 9    | 25        | 42       | −17     | 15      |                                   |
| 10     | Bản mẫu:Fb team Coventry City U21s       | 18   | 1     | 5   | 12   | 20        | 37       | −17     | 8       |                                   |

##### Các kết quả
| S.nhà ╲ S.khách                          | Bản mẫu:Fb team Barnsley U21s | Bản mẫu:Fb team Birmingham City U21s | Bản mẫu:Fb team Coventry City U21s | Bản mẫu:Fb team Crewe Alexandra U21s | Bản mẫu:Fb team Derby County U21s | Bản mẫu:Fb team Huddersfield Town U21s | Bản mẫu:Fb team Leeds United U21s | Bản mẫu:Fb team Nottingham Forest U21s | Bản mẫu:Fb team Sheffield United U21s | Bản mẫu:Fb team Sheffield Wednesday U21s |
| Bản mẫu:Fb team Barnsley U21s            |                               | 4–1                                  | 0–1                                | 3–3                                  | 4–1                               | 1–3                                    | 3–0                               | 4–1                                    | 1–3                                   | 0–1                                      |
| Bản mẫu:Fb team Birmingham City U21s     | 4–0                           |                                      | 2–2                                | 0–1                                  | 1–0                               | 0–1                                    | 2–0                               | 2–1                                    | 1–1                                   | 3–1                                      |
| Bản mẫu:Fb team Coventry City U21s       | 2–2                           | 1–2                                  |                                    | 1–4                                  | 0–2                               | 0–2                                    | 1–2                               | 0–1                                    | 1–2                                   | 2–2                                      |
| Bản mẫu:Fb team Crewe Alexandra U21s     | 1–1                           | 1–1                                  | 1–1                                |                                      | 2–1                               | 2–4                                    | 2–2                               | 2–1                                    | 4–0                                   | 2–0                                      |
| Bản mẫu:Fb team Derby County U21s        | 4–2                           | 2–0                                  | 4–2                                | 1–1                                  |                                   | 1–1                                    | 0–1                               | 1–1                                    | 2–1                                   | 3–1                                      |
| Bản mẫu:Fb team Huddersfield Town U21s   | 3–0                           | 2–4                                  | 2–2                                | 2–2                                  | 2–1                               |                                        | 2–1                               | 3–2                                    | 2–1                                   | 4–1                                      |
| Bản mẫu:Fb team Leeds United U21s        | 1–1                           | 0–0                                  | 2–1                                | 0–0                                  | 2–1                               | 0–2                                    |                                   | 5–2                                    | 1–1                                   | 3–3                                      |
| Bản mẫu:Fb team Nottingham Forest U21s   | 0–1                           | 3–0                                  | 2–0                                | 0–4                                  | 1–2                               | 0–0                                    | 2–2                               |                                        | 0–0                                   | 3–0                                      |
| Bản mẫu:Fb team Sheffield United U21s    | 1–1                           | 3–0                                  | 2–1                                | 0–5                                  | 2–0                               | 2–1                                    | 4–1                               | 1–1                                    |                                       | 4–0                                      |
| Bản mẫu:Fb team Sheffield Wednesday U21s | 3–1                           | 1–1                                  | 3–2                                | 3–3                                  | 0–0                               | 1–4                                    | 2–2                               | 2–3                                    | 1–2                                   |                                          |

Cập nhật lần cuối: ngày 7 tháng 4 năm 2014.
Nguồn: Futbol24 PDL2 results
1 ^ Đội chủ nhà được liệt kê ở cột bên tay trái.
Màu sắc: Xanh = Chủ nhà thắng; Vàng = Hòa; Đỏ = Đội khách thắng.
a nghĩa là có bài viết về trận đấu đó.

#### South Division

##### Bảng xếp hạng
| Vị trí | Câu lạc bộ                                  | Trận | Thắng | Hòa | Thua | Bàn thắng | Bàn thua | Hiệu số | Số điểm | Thông tin                         |
| ------ | ------------------------------------------- | ---- | ----- | --- | ---- | --------- | -------- | ------- | ------- | --------------------------------- |
| 1      | Bản mẫu:Fb team Cardiff City U21s           | 18   | 11    | 3   | 4    | 29        | 22       | +7      | 36      | Bản mẫu:Fb round2 2013–14 PDL1 KS |
| 2      | Bản mẫu:Fb team Queens Park Rangers U21s    | 18   | 9     | 4   | 5    | 33        | 26       | +7      | 31      | Bản mẫu:Fb round2 2013–14 PDL1 KS |
| 3      | Bản mẫu:Fb team Crystal Palace U21s         | 18   | 9     | 3   | 6    | 37        | 25       | +12     | 30      |                                   |
| 4      | Bản mẫu:Fb team Bristol City U21s           | 18   | 7     | 6   | 5    | 34        | 23       | +11     | 27      |                                   |
| 5      | Bản mẫu:Fb team Millwall U21s               | 18   | 7     | 3   | 8    | 26        | 31       | −5      | 24      |                                   |
| 6      | Bản mẫu:Fb team Charlton Athletic U21s      | 18   | 5     | 8   | 5    | 25        | 25       | 0       | 23      |                                   |
| 7      | Bản mẫu:Fb team Brighton & Hove Albion U21s | 18   | 6     | 5   | 7    | 26        | 27       | −1      | 23      |                                   |
| 8      | Bản mẫu:Fb team Swansea City U21s           | 18   | 6     | 4   | 8    | 23        | 24       | −1      | 22      |                                   |
| 9      | Bản mẫu:Fb team Brentford U21s              | 18   | 5     | 3   | 10   | 25        | 40       | −15     | 18      |                                   |
| 10     | Bản mẫu:Fb team Ipswich Town U21s           | 18   | 3     | 5   | 10   | 18        | 33       | −15     | 14      |                                   |

##### Các kết quả
| S.nhà ╲ S.khách                             | Bản mẫu:Fb team Brentford U21s | Bản mẫu:Fb team Brighton & Hove Albion U21s | Bản mẫu:Fb team Bristol City U21s | Bản mẫu:Fb team Cardiff City U21s | Bản mẫu:Fb team Charlton Athletic U21s | Bản mẫu:Fb team Crystal Palace U21s | Bản mẫu:Fb team Ipswich Town U21s | Bản mẫu:Fb team Millwall U21s | Bản mẫu:Fb team Queens Park Rangers U21s | Bản mẫu:Fb team Swansea City U21s |
| Bản mẫu:Fb team Brentford U21s              |                                | 2–1                                         | 2–1                               | 2–0                               | 4–2                                    | 1–2                                 | 1–4                               | 2–0                           | 1–2                                      | 0–0                               |
| Bản mẫu:Fb team Brighton & Hove Albion U21s | 1–1                            |                                             | 1–1                               | 0–1                               | 2–2                                    | 3–2                                 | 3–1                               | 3–1                           | 1–2                                      | 0–1                               |
| Bản mẫu:Fb team Bristol City U21s           | 2–1                            | 5–2                                         |                                   | 2–2                               | 4–0                                    | 2–2                                 | 3–0                               | 4–0                           | 3–1                                      | 0–1                               |
| Bản mẫu:Fb team Cardiff City U21s           | 3–1                            | 1–0                                         | 1–0                               |                                   | 1–0                                    | 2–1                                 | 2–2                               | 1–0                           | 2–2                                      | 1–0                               |
| Bản mẫu:Fb team Charlton Athletic U21s      | 6–3                            | 0–0                                         | 1–1                               | 5–2                               |                                        | 1–1                                 | 1–0                               | 0–0                           | 1–1                                      | 2–1                               |
| Bản mẫu:Fb team Crystal Palace U21s         | 6–0                            | 2–2                                         | 2–0                               | 1–2                               | 2–0                                    |                                     | 2–0                               | 1–2                           | 1–2                                      | 1–2                               |
| Bản mẫu:Fb team Ipswich Town U21s           | 1–1                            | 1–3                                         | 1–1                               | 0–2                               | 0–2                                    | 1–2                                 |                                   | 2–2                           | 1–0                                      | 2–1                               |
| Bản mẫu:Fb team Millwall U21s               | 3–2                            | 2–0                                         | 2–3                               | 2–1                               | 1–1                                    | 1–2                                 | 3–0                               |                               | 4–2                                      | 2–1                               |
| Bản mẫu:Fb team Queens Park Rangers U21s    | 4–0                            | 1–2                                         | 1–1                               | 3–2                               | 1–0                                    | 3–4                                 | 2–0                               | 3–1                           |                                          | 2–1                               |
| Bản mẫu:Fb team Swansea City U21s           | 2–1                            | 1–2                                         | 3–1                               | 1–3                               | 1–1                                    | 1–3                                 | 2–2                               | 3–0                           | 1–1                                      |                                   |

Cập nhật lần cuối: ngày 7 tháng 4 năm 2014.
Nguồn: Futbol24 PDL2 results
1 ^ Đội chủ nhà được liệt kê ở cột bên tay trái.
Màu sắc: Xanh = Chủ nhà thắng; Vàng = Hòa; Đỏ = Đội khách thắng.
a nghĩa là có bài viết về trận đấu đó.

### Vòng đấu loại trực tiếp

#### Vòng bán kết
| Huddersfield Town U21  | 2 – 3  | Queens Park Rangers U21        |
| ---------------------- | ------ | ------------------------------ |
| Bunn 17' · Charles 90' | Report | Johnson 6', 45' · Mitchell 38' |

| Cardiff City U21 | 0 – 4  | Crewe Alexandra U21                                        |
| ---------------- | ------ | ---------------------------------------------------------- |
|                  | Report | Leitch-Smith 26' · Clayton 40' · Baillie 80' · Melling 90' |

#### Trận chung kết
| Queens Park Rangers U21 | 0 – 1  | Crewe Alexandra U21 |
| ----------------------- | ------ | ------------------- |
|                         | Report | Clayton 46'         |